# محمد ميارة
محمد ميارة الفاسي (999هـ - نحو 1590م / 1072 هـ - نحو 1661م). فقيه مالكي من أهل فاس. كان إماماً علامة متبحر في العلوم وكان ثقةً أميناً معروفاً بالورع والدين.

## اسمه ومولده
هو أبو عبد الله محمد بن أحمد ميارة الفاسي، ولد يوم السبت 15 رمضان 999 هـ الموافق 6 يوليو 1591 م بمدينة فاس.

## شيوخه
أخذ العلم عن كبار علماء عصره منهم:
- عبد الرحمن العارف الفاسي
- الفقيه العلامة عبد الواحد بن عاشر
- الحافظ أبو العباس أحمد بن محمد المقري
- العلامة القاضي أبو القاسم بن محمد بن أبي النعيم الغساني
- العلامة النحوي أبو الفضل قاسم بن أبي العافية الشهير بابن القاضي
- الفقيه سيدي محمد بن أحمد العياشي

## تلامذته
أخذ عن العلامة محمد ميارة الفاسي وانتفع به خلق كثير منهم:
- الفقيه العلامة محمد ميارة المعروف بالصغير
- الفقيه محمد المجاصي
- العلامة الأديب أبو سالم عبد الله بن محمد بن أبي بكر العياشي

## مؤلفاته
للعلامة محمد ميارة الفاسي تآليف منها:
- الدر الثمين والمورد المعين (شرحه الكبير والصغير على المرشد المعين على الضروري من علوم الدين للفقيه العلامة عبد الواحد بن عاشر)
- فتح العليم الخلاق بشرح لامية الزقاق
- زبدة الأوطاب في اختصار الحطاب
- الإتقان والإحكام في شرح تحفة الحكام

## وفاته
توفي يوم الثلاثاء ثالث جمادى الأخيرة عام 1072 هـ، و دفن بالدرب الطويل من مدينة فاس بمقربة من ضريح سيدي عزيز.